# August Kicki
August Kicki herbu Gozdawa (ur. 1754, zm. 28 września 1824 w Warszawie) – poseł na sejmy, dyplomata, szambelan i sekretarz królewski, sekretarz w latach 1779–1786, pracownik gabinetu Stanisława Augusta Poniatowskiego.
Był czwartym synem Antoniego, podkomorzego zakroczymskiego, i Marianny Przanowskiej, bratem Onufrego i Kajetana Ignacego.
Był jednym z sekretarzy towarzyszących wysłanemu w latach 1776–1778 posłowi do Turcji Karolowi Boskampowi-Lasopolskiemu, pozostał następnie przy chargé d’affaires Antonim Dzieduszyckim do nauki języka tureckiego, w 1780 powrócił do kraju. W 1779 uzyskał tytuł szambelana, a w 1783 sekretarza królewskiego. Zaangażował się też czynnie już w latach pierwszej misji stambulskiej w prace wolnomularstwa; w 1784 był deputowanym loży “Szczęśliwe Oswobodzenie do Wielkiego Wschodu Narodowego Polskiego”. Uzyskał mandat poselski z ziemi zakroczymskiej na sejm 1784. Kicki sprawował również funkcję asesora sądów nadwornych, z której zrezygnował w 1786. W tym samym roku przy poparciu króla zawarł związek małżeński z pochodzącą z zamożnej rodziny Marianną Kowalkowską, uzyskał starostwo krasnostawskie oraz stał się kawalerem Orderów Orła Białego i 25 listopada 1786 orderu Świętego Stanisława. Miał trzech synów: Aleksandra, Franciszka i Kajetana Jana Kantego oraz dwie córki: Gabrielę i Zofię. Zofia wyszła za mąż za Pawła Cieszkowskiego i została matką Augusta. Od 1788 piastował mandat posła Sejmu Czteroletniego z ziemi chełmskiej. 18 grudnia 1789 został powołany do deputacji sejmowej przygotowującej projekt prawa o miastach. Był członkiem Towarzystwa Przyjaciół Konstytucji. W latach następnych wycofał się bodaj całkowicie z życia publicznego, zajmując się gospodarką w swych posiadłościach i transakcjami majątkowymi. Przebywał na terenie zaboru austriackiego, gdzie w 1800 nabył dobra w przemyskiem. Posiadał majętności na Podolu i w województwie lwowskim.
Wkroczenie wojsk Księstwa Warszawskiego do Galicji wznowiło działalność polityczną Augusta. Udał się do Lwowa, gdzie 29 maja 1809 powołany został przez generała Aleksandra Rożnieckiego do grona konsyliarzy. Kierował pracami departamentu wojskowego będąc jednocześnie radcą w departamencie organizacyjnym. Po utworzeniu Królestwa Polskiego mając dobra ziemskie w okręgu żelechowskim, przeniósł się na stałe do Warszawy. Jako przedstawiciel Rządu Tymczasowego Królestwa brał udział, wraz z przedstawicielami państw zaborczych, w obradach komisji międzynarodowej w Warszawie, zmierzających do sformułowania postanowień traktatu wiedeńskiego 1815 r. W maju 1817 wyjechał z Janem Węgleńskim służbowo do Petersburga. 16 lipca 1817 został mianowany senatorem kasztelanem. Zmarł w Warszawie, pochowany został w katakumbach cmentarza Powązkowskiego (filar 10-2).